# Епархия Чифэна
 Епархия Чифэна  (лат. Dioecesis Cefomensis) — епархия Римско-Католической церкви с центром в городе Чифэн, Китай. Епархия Чифэна входит в митрополию Шэньяна. С 1949 года кафедра епархии Чифэна является вакантной.

## История
21 января 1932 года Римский папа Пий XI издал бреве Romani Pontifices, которым учредил апостольскую префектуру Чифэна, выделив её из апостольского викариата Жихоля (сегодня — Епархия Жэхэ). В этот же день апостольская префектура Чифэна была преобразована в апостольский викариат.
21 апреля 1949 года Римский папа Пий XII выпустил буллу «Per Apostolicas Litteras», которой преобразовал апостольский викариат Чифэна в епархию.

## Ординарии епархии
- епископ Luca Tchao (11.01.1932 — 1949);
  - Sede vacante с 1949 года по настоящее время.

## Источник
- Annuario Pontificio, Libreria Editrice Vaticana, Città del Vaticano, 2003, ISBN 88-209-7422-3
- Бреве Romani Pontifices, AAS 24 (1932), p. 265  (лат.)
- Булла Per Apostolicas Litteras, AAS 41 (1949), p. 531  (лат.)